# Oufny
Oufny est un hameau belge de la Région wallonne situé en province de Liège dans la commune de Stoumont.
Avant la fusion des communes, ce hameau faisait partie de la commune de Chevron.

## Situation
Ce hameau ardennais se situe à proximité de la N.66 Huy - Trois-Ponts, sur la rive gauche et le versant occidental de la Lienne au nord du hameau de Habiémont.

## Description
Oufny compte plusieurs importantes exploitations agricoles dans un environnement de prairies dominant la vallée de la Lienne. 
On remarque à hauteur d'un carrefour un joli site formé d'une chapelle dédiée à Saint Roch bâtie en moellons de grès avec une toiture à quatre pans, d'arbres centenaires et d'une fermette aux murs chaulés.